# Amtsleiter
Amtsleiter (niem. naczelnik departamentu) − tytuł paramilitarny w Narodowosocjalistycznej Partii Robotniczej Niemiec, istniejący od 1933 do 1938 roku. Oprócz stopnia Amtsleitera, istniała również inna specjalna ranga o nazwie Hauptamtsleiter ("główny naczelnik biura") będąca w użyciu na najwyższym szczeblu administracyjnym partii NSDAP (Reichsleitung). Po roku 1939, oba stopnie (Amtsleiter i Hauptamtsleiter) zostały zamienione na inne stopnie polityczne.

## Amtsleiterzy III Rzeszy
- 14 grudnia 1932: Robert Ley oraz Richard Walther Darré
- 15 grudnia 1932: Rudolf Heß
- 1933: Albert Bormann (brat Martina Bormanna)
- 1934: Alfred Baeumler